# Sommarljus
Sommarljus (Gaura lindheimeri) är en dunörtsväxtart som först beskrevs av Georg George Engelmann och A.Gray, och fick sitt nu gällande namn av Warren Lambert Wagner och Hoch. Sommarljus ingår i släktet nattljussläktet, och familjen dunörtsväxter. Inga underarter finns listade i Catalogue of Life.

## Bildgalleri

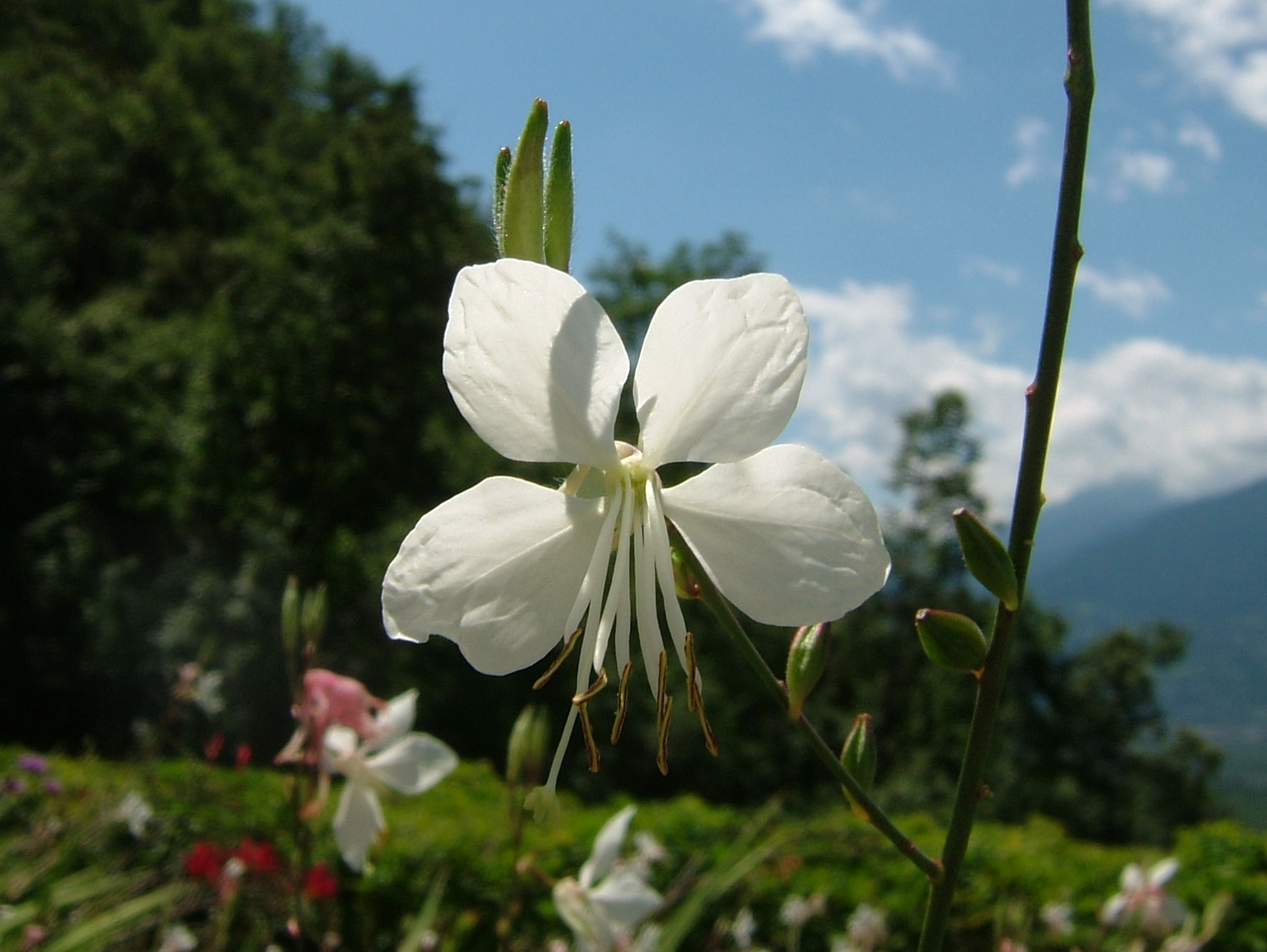
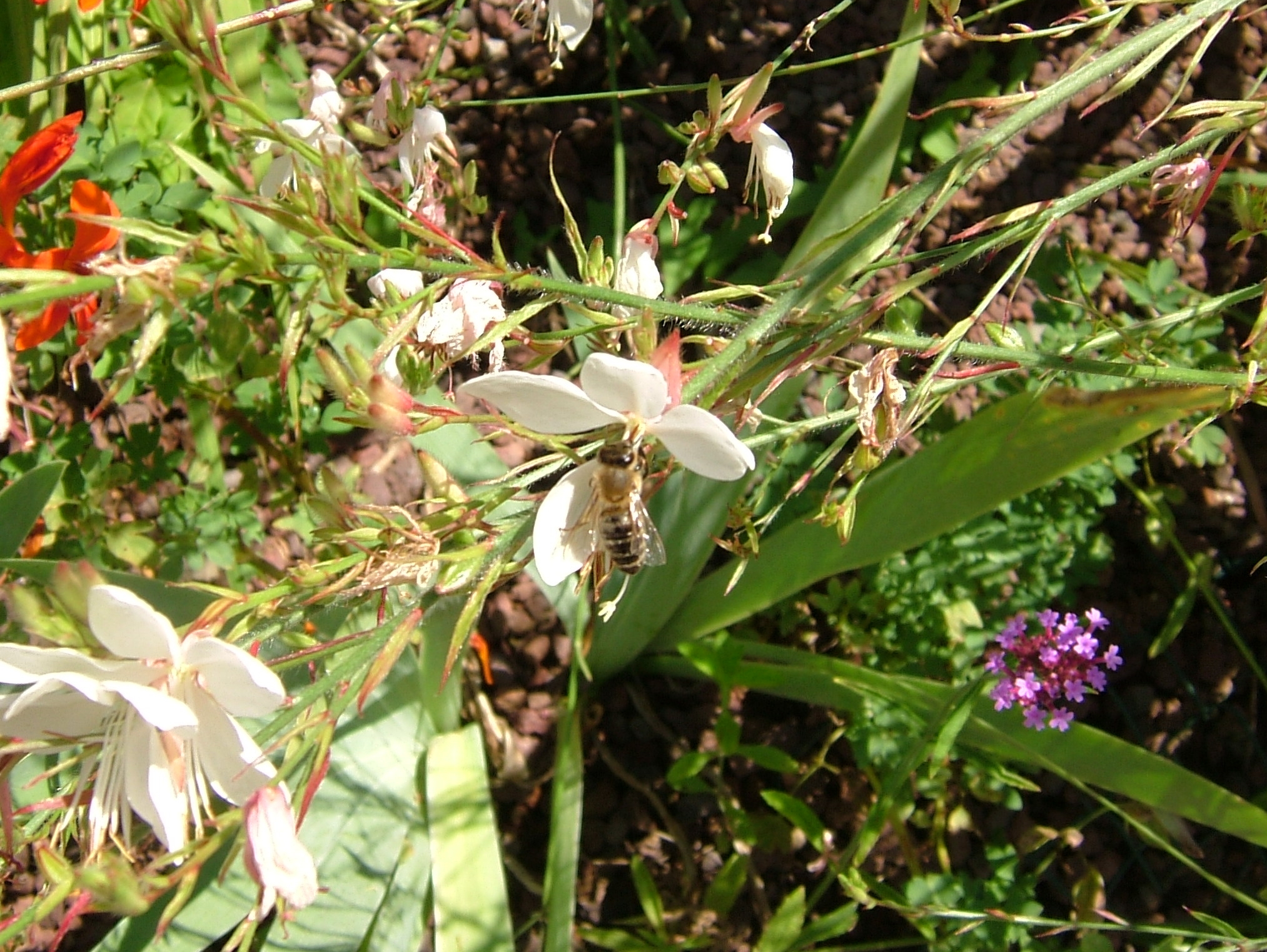
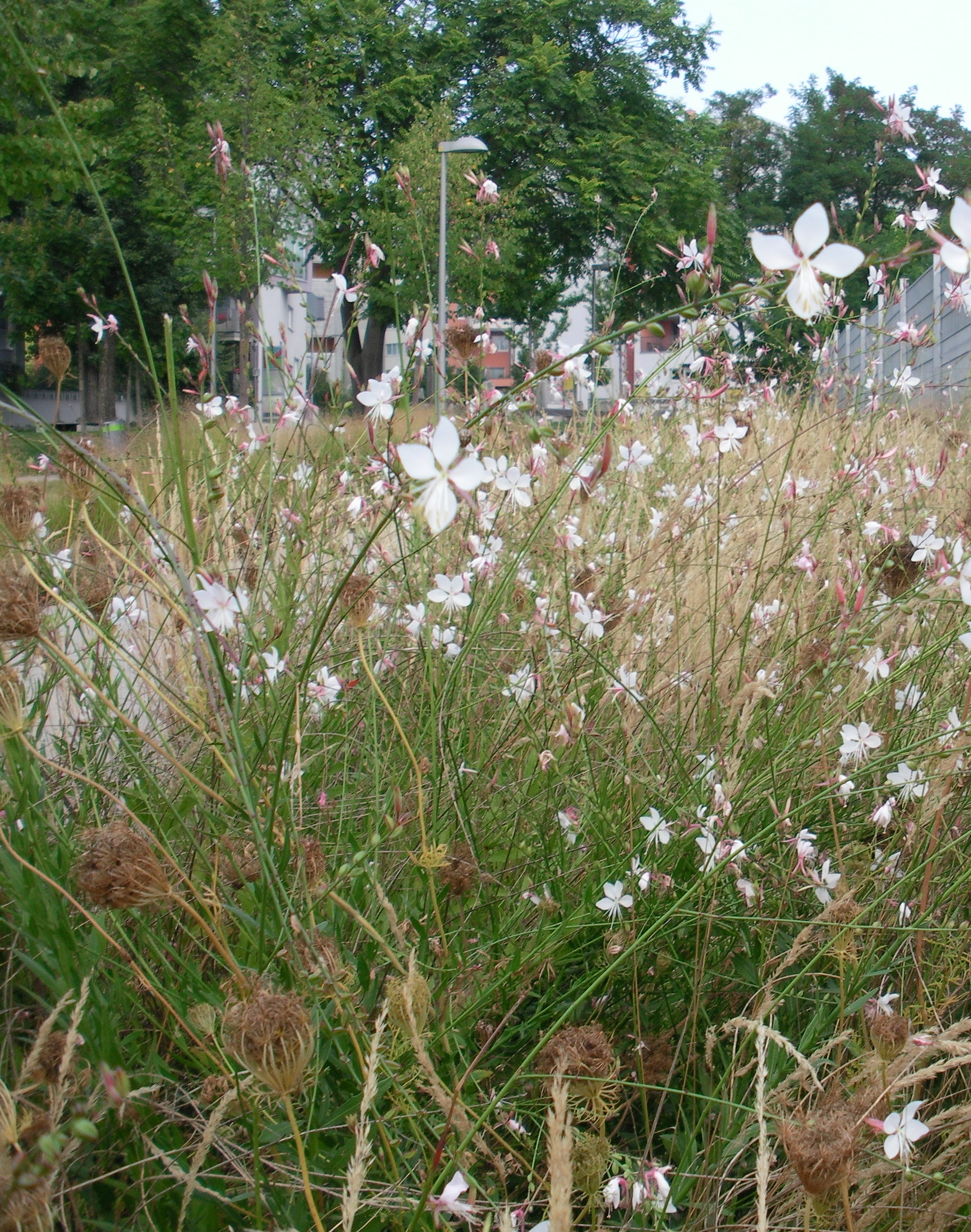
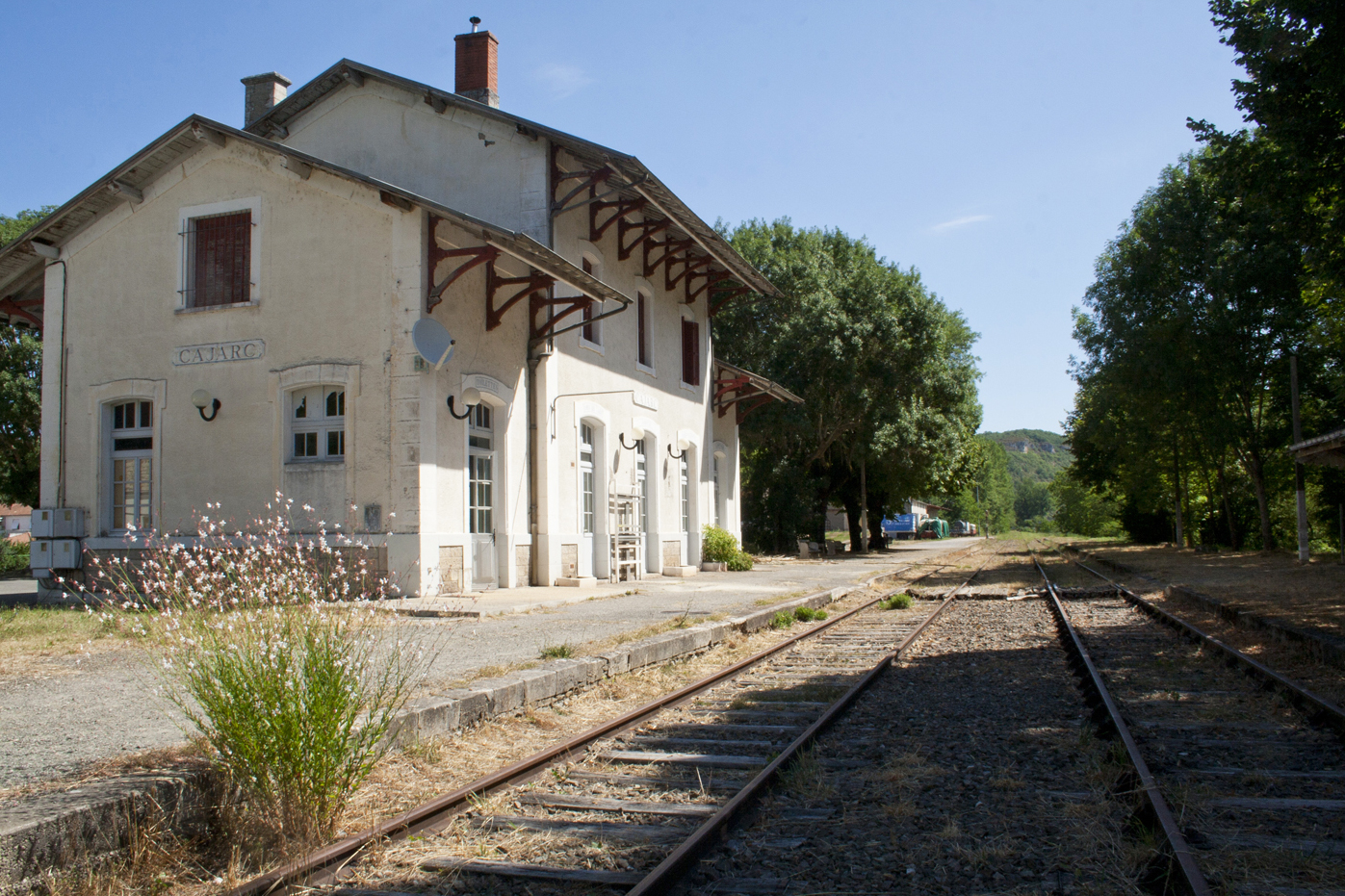
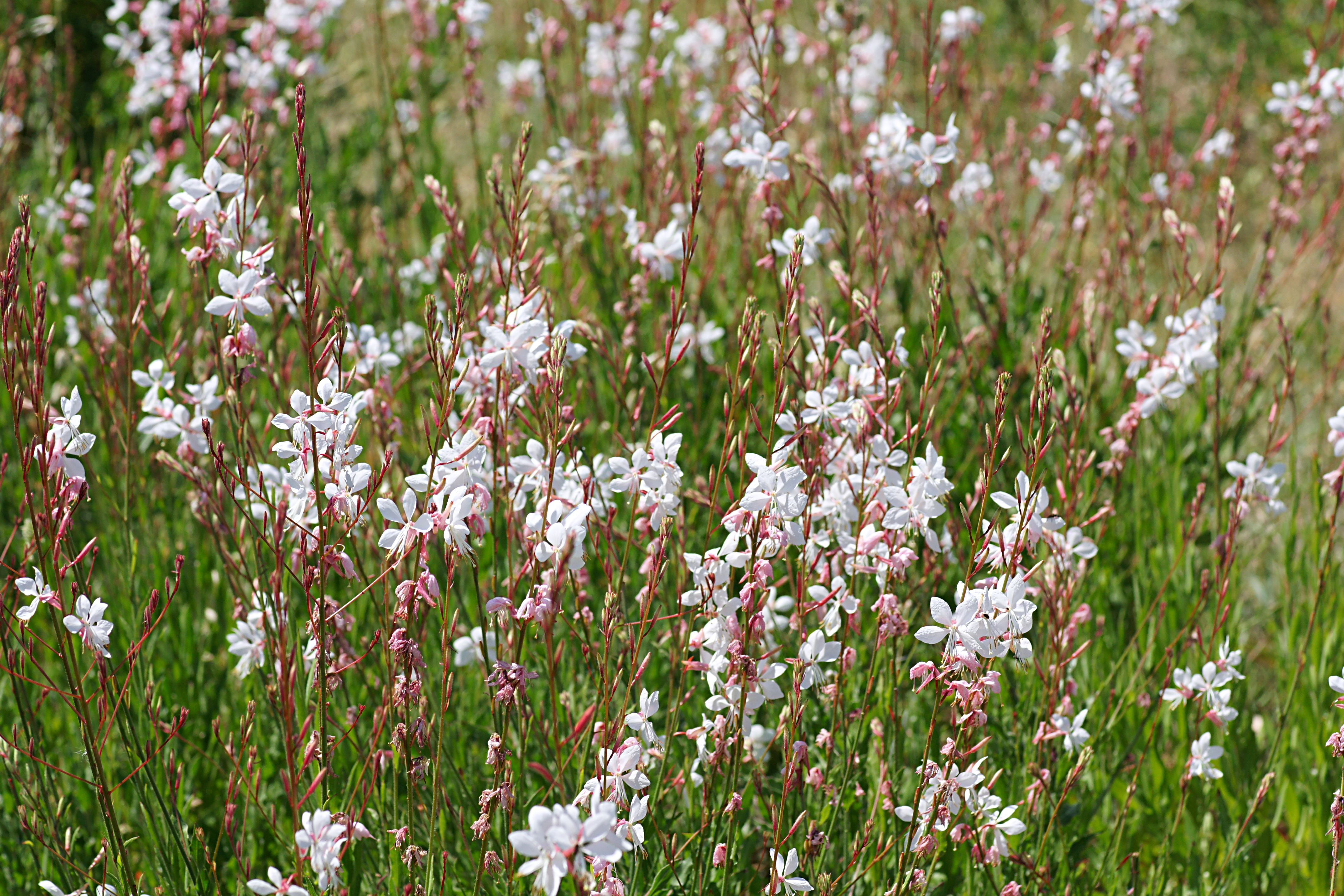
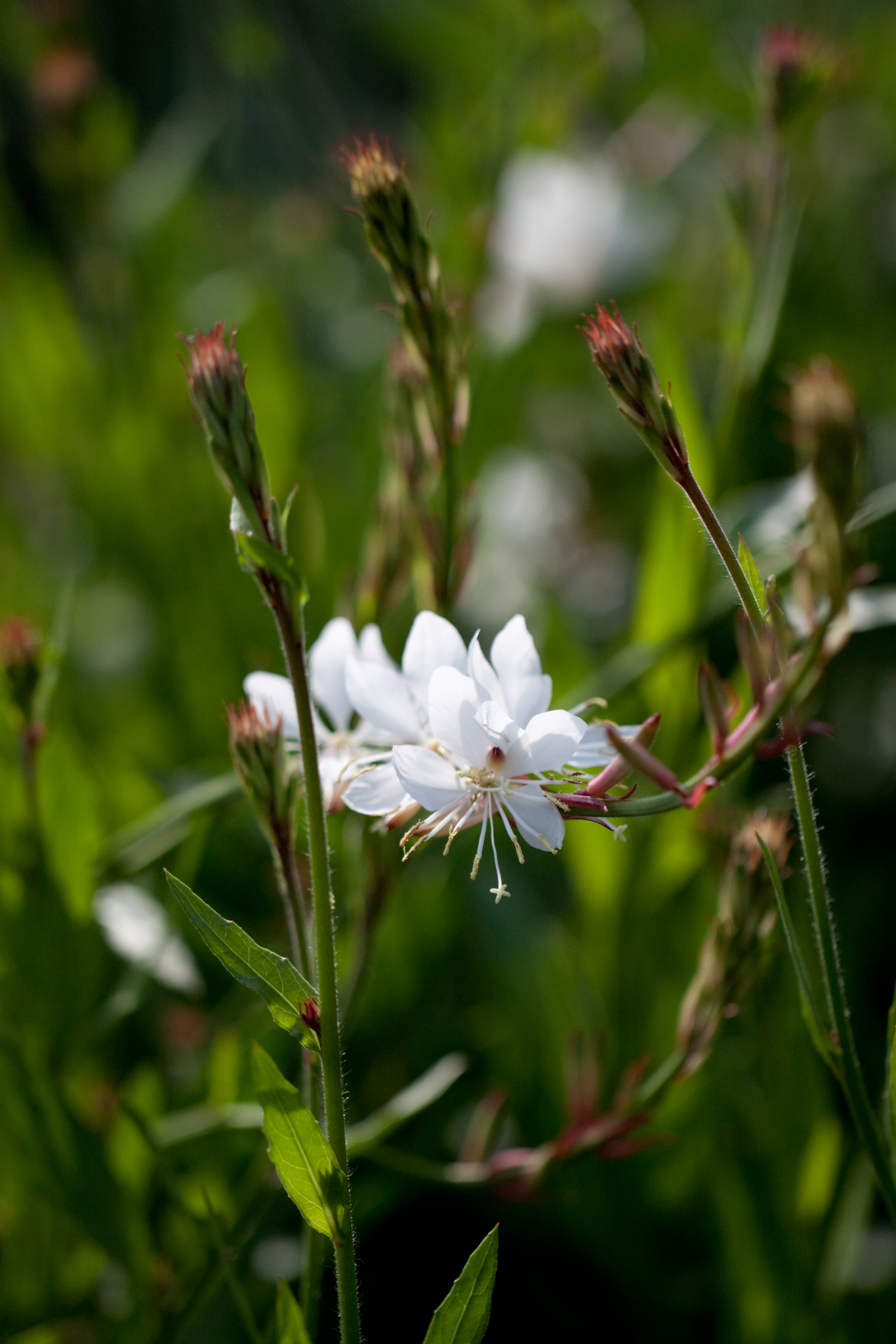